# ملعب مارشالكك
ملعب مارشالكك (بالإنجليزية: Marshalleck Stadium)‏ هو ملعب كرة قدم يقع في بلدة بنق فيجو، ببليز وويستضيف الملعب مباريات اتحاد هانكوك فرديس لكرة القدم في دوري بليز لكرة القدم، ويتسع الملعب لـ 2,000 متفرج.